# Eleccions presidencials franceses de 1988
Les eleccións presidencials franceses de 1988 es van celebrar el 24 d'abril de 1988, i com que cap dels candidats va obtenir la majoria absoluta es va dur a terme una segona volta el 8 de maig d'aquest mateix any, resultant vencedor François Mittérrand.

## Resultats per departaments

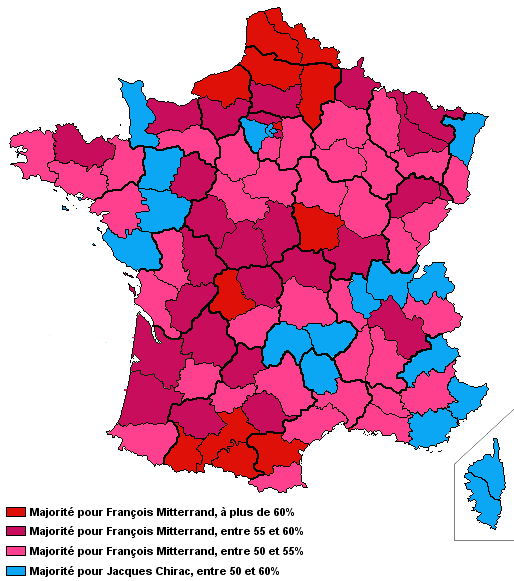
Mapa dels resultats electorals per departaments. En blau els departaments amb majoria per a Jacques Chirac, i en vermell amb majoria per a François Mitterrand.

## Primera volta
| Candidat            | Partit                                  | Vots       | Percentatge |
| ------------------- | --------------------------------------- | ---------- | ----------- |
| François Mitterrand | Partit Socialista (França) (PS)         | 10.381.332 | 34,11%      |
| Jacques Chirac      | Reagrupament per la República (RPR)     | 6.075.160  | 19,96%      |
| Raymond Barre       | Unió per a la Democràcia Francesa (UDF) | 5.035.144  | 16,54%      |
| Jean-Marie Le Pen   | Front National (FN)                     | 4.376.742  | 14,38%      |
| André Lajoinie      | Partit Comunista Francès (PCF)          | 2.056.261  | 6,76%       |
| Antoine Waechter    | Les Verts                               | 1.149.897  | 3,78%       |
| Pierre Juquin       | Comunista Renovador                     | 639.133    | 2,10%       |
| Arlette Laguiller   | Lutte Ouvrière                          | 606.201    | 1,99%       |
| Pierre Boussel      | Parti des travailleurs                  | 116.874    | 0,38%       |

## Segona Volta
| Candidat            | Vots       | Percentatge |
| ------------------- | ---------- | ----------- |
| François Mitterrand | 16.704.279 | 54,02%      |
| Jacques Chirac      | 14.218.970 | 45,98%      |